# Zaglossus attenboroughi
Zaglossus attenboroughi (vernáculos artificiais derivados da língua inglesa: equidna-de-attenborough, zaglosso-de-attenborough, equidna-de-bico-longo-de-sir-david ou equidna-de-bico-longo-das-cíclopes) é uma espécie de equidna endêmica da Indonésia. Além do ornitorrinco, a equidna é conhecido como o único mamífero que põe ovos.
Esta espécie é conhecida por um único indivíduo coletado em 1961 no monte Berg Rara, pertencente as Montanhas Cíclopes, no extremo noroeste da província de Papua.
Em 2023, foram feitas imagens inéditas do animal por meio de armadilha fotográfica, o que permitirá o aprofundamento dos estudos sobre a espécie.

## Nomenclatura e taxonomia
A espécie foi descrita em 1998 por Tim Flannery e Colin Groves com o nome de Zaglossus attenboroughi. O epíteto específico homenageia sir David Attenborough por sua contribuição à flora e fauna da Nova Guiné. A descrição foi baseada em um único espécime coletado em 4 de julho de 1961 por P. van Royen na montanha de Berg Rara, durante a colonização holandesa da Indonésia.

## Distribuição geográfica e habitat
A espécie está restrita as Montanhas Cíclopes no extremo noroeste da província de Papua, na Indonésia, próximo as cidades de Sentani e Jayapura. A equidna não foi localizada nas cadeias montanhosas adjacentes de Torricelli e Bewani, mas acredita-se que possa estar presente na cadeia de Foja, que não foi explorada adequadamente. A espécie habita a floresta tropical úmida de altitude entre 166 a 1 600 metros de altitude.

## Ecologia
Não há qualquer registro sobre a ecologia da espécie, uma vez que nunca foi observado seu comportamento.

## Conservação
A espécie está listada como em perigo crítico pela União Internacional para a Conservação da Natureza e dos Recursos Naturais (IUCN), e aparece no apêndice II da Convenção sobre o Comércio Internacional das Espécies da Fauna e da Flora Silvestres Ameaçadas de Extinção (CITES).